# Lucien-Marie Pillot
Lucien Marie Joseph Pillot est un peintre français né le 22 janvier 1882 à Vesoul et décédé à Besançon le 11 août 1973. Élève de Giacomotti et de Bonnat, il intègre la Société des artistes français en 1908.

## Biographie
Né au n°12 rue de l'École Normale (actuelle rue des Ursulines) à Vesoul, Pillot peint régulièrement au cours de sa carrière des paysages de sa région, la Franche-Comté. En 1910, il obtient le prix Brizard pour sa toile Au bord de l'abîme.

## Œuvres
- La collégiale de Dole (étude d'église)[4].
- Vue de la vallée de la Loue à Mouthier-Hautepierre
- Une rue de Montmartre